# 天主教阿勞卡教區
天主教阿勞卡教區（拉丁語：Dioecesis Araucensis）是哥倫比亞一個羅馬天主教教區，屬新潘普洛納總教區。
1915年5月26日設立宗座監牧區，1970年11月11日升為代牧區，1984年7月11日升為教區。
教區位於阿勞卡省，教座位於首府阿勞卡。2006年有教友238,000人（佔轄區總人口88.8%）、廿二個堂區、卅七名司鐸。現任教區主教為雅各伯·基道霍·阿布里爾-貢薩萊斯。